# Schloss Pertolzhofen

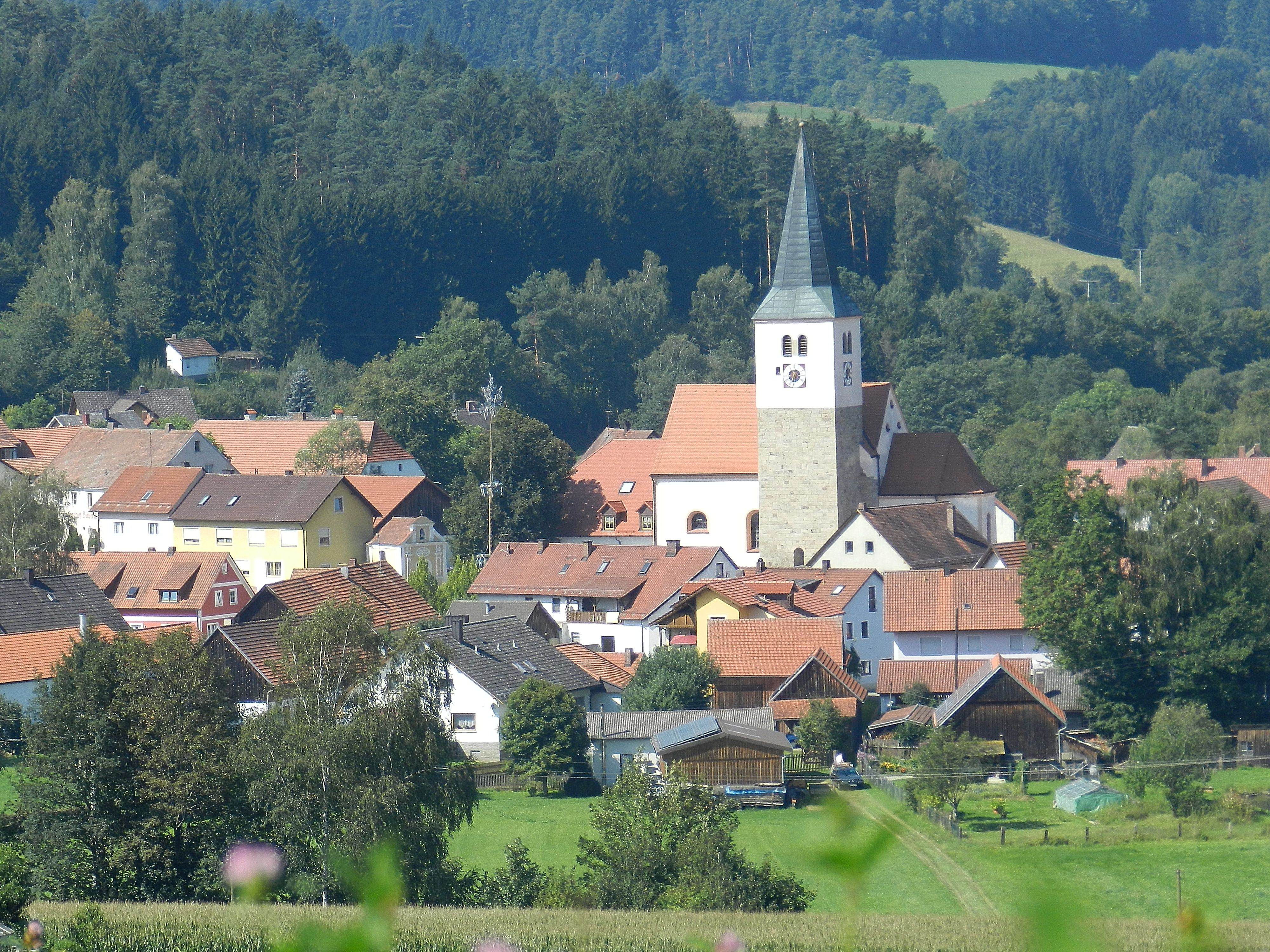
Pfarr- und Wallfahrtskirche Pertolzhofen

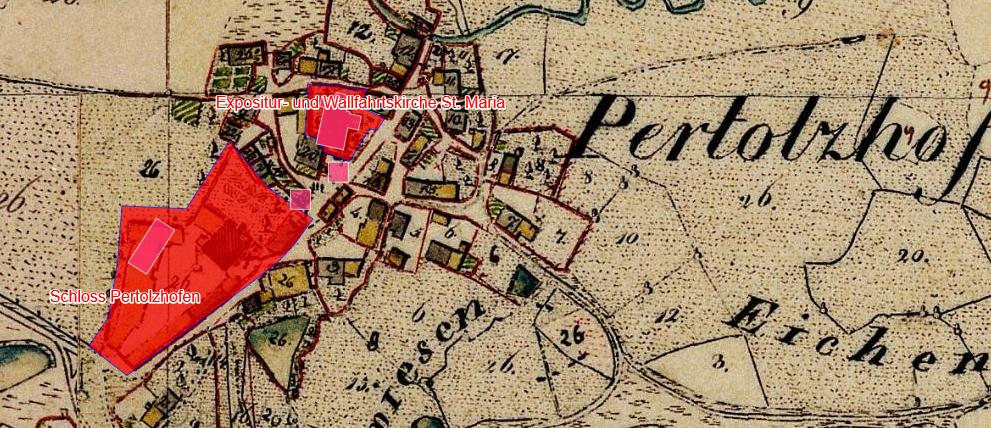
Lageplan von Schloss Pertolzhofen auf dem Urkataster von Bayern

Das abgegangene Schloss Pertolzhofen befand sich in dem heutigen Gemeindeteil Pertolzhofen der oberpfälzischen Gemeinde Niedermurach in Bayern. Die untertägigen Reste des Schlosses stehen mit der Bezeichnung „archäologische Befunde des abgegangenen Schlosses von Pertolzhofen, zuvor mittelalterliche Burg“ unter Denkmalschutz (D-3-6540-0075).

## Geschichte
Pertolzhofen wird zu den ältesten Siedlungen im ehemaligen Landkreis Oberviechtach gezählt. Dem Namen nach war es der Hof einer Bertholds, der hier namensgebend war, wobei die „hofen-Orte“ auf das 8. bis 10. Jahrhundert datiert werden. Die B(P)ertoldshofer sind hier seit 1109 als Grundherrn nachweisbar. Das Dorf war ihr freieigener Besitz.

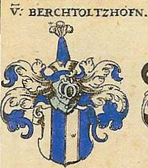
Wappen derer von Berchtoltzhofn (Pertolzhofen), in Siebmachers Wappenbuch (1605)

Ein Hinweis auf das Alter dieses Adelssitzes geht aus einer Grabtafel in der Wallfahrtskirche Sankt Maria von Pertolzhofen: Auf dieser heißt es, „hier starb 1714 Friedrich Ludwig von und zu Pertolzhofen, der letzte des Namens und Geschlechts der Pertolzhofener, welche anno 1109 von den Seinsheimischen abstammen.“ Otto de Perchtoldeshoven gab 1290 und 1292 sein Lehen in Kulz und in Stockarn zugunsten des Klosters Schönthal zurück. Ein weiterer Albertus de Perhtolshoven trat 1304 und 1306 als Zeuge bei Güterübertragungen auf. Die Pertolzhofer sind eng mit dem Kloster Reichenbach verbunden; Abt Otto I. (1303–1319) stammte aus dieser Familie. In dieser Zeit kaufte das Kloster den Ort Pertolzhofen, 1399 wurde dieser aber wieder von der Familie zurückgekauft. Ein anderer Otto von Pertolzhofen war 1350–1355 Richter zu Bruck, 1363 Pfleger zu Siegenstein und 1366 Landrichter zu Neunburg vorm Wald. Ein Niclas der Pertolzhofer hatte bis 1389 als Vormund die Vogtei zu Illschwang inne. Sein Sohn Stefan, Pfleger zu Cham, stiftete 1398 für seinen verstorbenen Vater Niclas eine ewige Seelenmesse im Kloster Reichenbach. Dieser in landesherrlichen Diensten sich befindliche Stefan urkundete erstmals 1419 als Inhaber auf dem Gut Fronhof im Landgericht Nabburg. Seine Nachkommen Friedrich und Georg (Gorig) hatten Mitte des 15. Jahrhunderts ihren Wohnsitz auf den Fronhof verlegt. Gorig von Perchtolczhouen zu Franhof stiftete 1461 zwei Höfe von Kulz dem Kloster Schönthal. Balthasar Pertolzhofer, Mitglied in den gegen Herzog Albrecht IV. gerichteten Löwlerbund, war bis zu seinem Tod († um 1527) Landsasse auf dem Fronhof und Inhaber von Pertolzhofen.
Balthasar von Pertolzhofen hatte fünf Söhne, Joachim, Hanns, Sebastian, Gabriel und Jorg Raphael von Pertolzhofen, die alle als Landsassen auf dem Fronhof eingetragen waren. Anfang der 1540er Jahre erfolgte eine Besitzaufteilung, Gabriel wurde nun für Pertolzhofen immatrikuliert, Raphael für Fronhof und Sebastian für Altendorf. 1566 wurde Hanns Sigmundt von Pertolzhofen dort eingetragen. Dieser war bis 1590 Inhaber der Hofmark. 1628 musste er, da er nicht zum Katholizismus übertreten wollte, Pertolzhofen verlassen und verstarb 1630 in Regensburg. 1630 hieß es, dass Hanns Georg hoch verschuldet und das Schloss eingefallen sei. Ein weiterer Hanns Georg konnte das Gut 1655 erwerben. Nach dessen Tod († 1682) wurde Friedrich Ludwig von Pertolzhofen Besitzer († 1714).
Die Schwester des Friedrich Ludwig von Pertolzhofen war Johanna Rosina Sibilla; diese erbte 1714 Schloss und Hofmark. Sie war in zweiter Ehe vermählt mit Friedrich von Sazenhofen. Ihr Mann war der churköllnischnische Generalmajor Karl Ferdinand von Satzenhofen. 1718 kam das Gut an diesen, er war 1731 noch als Landsasse immatrikuliert. Ihm folgte 1749 seine Witwe Maria Anna nach.
Ebenfalls auf dem Heiratsweg erhielt 1770 Max Wilhelm Freiherr von der Hayden, genannt Belderbusch, die Hofmark („Tochtermann“ der Maria Anna). Ihm folgte 1778 Karl von Belderbusch, kurkölnischer geheimer Rat und Regierungspräsident in Bonn. Von dem Freiherrn Karl von Baiderbusch kaufte 1791 die Hofmark der Schlossverwalter (Johann) Michael Gradl, der 1790 geadelt wurde. Zur Hofmark Pertolzhofen gehörte das Schloss, das „ziemlich ruinos …, welches (…) schon viele Jahre nicht mehr bewohnt wurde“. Nach jahrelangen Auseinandersetzungen wurde ihm von der Regierung in Amberg 1799 die Ausübung der Landsassenrechte zugestanden. Am 3. Juli 1807 wurde ihm der Status eines Landsassen entzogen und auch die niedere Gerichtsbarkeit eingezogen, da er sich „so roh und ungesittet, auch respectwidrig“ verhalten habe, dass er einer Privilegierung nicht würdig sei. In Pertolzhofen gab es damals schwere soziale Konflikte und die Untertanen wurden von dem Gradl mit Prozessen überzogen. Am 9. Februar 1827 teilte das Landgericht Neunburg dem Nachfolger Anton von Gradl mit, dass die Patrimonialgerichtsbarkeit endgültig vom Staat eingezogen werde. Klagen wegen Wertminderung und häuslichem Ruin konnten daran nichts ändern. 1840 wurde das Schlossgut von Anton von Gradl zertrümmert. Das alte Schloss wurde in eine Brauerei umgestaltet. Die Gemeinde Pertolzhofen sprach sich 1971 für eine Eingemeindung nach Oberviechtach aus, die Regierung sah aber eine Eingemeindung nach Niedermurach als zweckmäßiger an; diese wurde 1972 vollzogen.

## Wallfahrtskirche Sankt Maria
Die Wallfahrtskirche von Pertolzhofen dient als Grablege der Familie der Pertolzhofener. Sie geht in ihren Ursprüngen auf das Jahr 1150 zurück und ist somit das älteste und historisch interessanteste Bauwerk der Gemeinde Niedermurach. Die Hofmarksherren konnten es aber nicht erreichen, dass dort eine eigene Pfarrei errichtet wurde. Die ursprünglich romanische Kirche diente auch als Wehrkirche. Der Turm zeigt noch heute Schießscharten. Die Wallfahrt begann vor 1465. Die Einführung des Luthertums in der Oberpfalz 1556 durch Ottheinrich hätte das Ende der Wallfahrt bedeuten können; diese wurde aber beibehalten. Die noch unter den Perchtoldshofener grundlegend erneuerte barocke Wallfahrtskirche war 1699 fertig gebaut. Pertolzhofen wurde 1917 Expositur und erhielt damit die lange angestrebte Selbständigkeit.

## Waffenhammer von Pertolzhofen
Unter den letzten Bertoldshofern wurde zwischen 1661 und 1714 ein Waffenhammer in Pertolzhofen erbaut. Er ist im Salbuch 1732 unter dem Hofmarksuntertanen aufgezählt: „Obernberger besitzt die hiesige Waffenschmidt ohne habendes Feld oder Wiesmahd, hat auch kein ander Gründt sein aign, außer wo seine Gepäu, so weit diese umstangt stehen, und hat die vorige Herrschaft ein kleines Gartl hinzu zu kaufen gegeben wie auch ein Platzl zu einem Keller. Zinst 6 fl. Dagegen ist er aller Scharwerk und Einquartierung sowohl die Standquartier betreffend befreyt. Jedoch muß er der Herrschaft die bedürftigen Waffen umb einen leidlichen Wert zukommen lassen. Auch müssen sich alle Waffenschmieds Hausgenossen des Fischens und Krebsens im herrschaftlichen Bach, also auch seiner Wasser, Wöhr und Radstuben bei Straf 5 fl allerdings enthalten.“
Das Hammerwerk wurde 1764 noch unter den Zugehörungen von Pertolzhofen genannt.